# Taran dei Pitti
Taran figlio di Ainftech (fl. VII secolo) è stato re dei Pitti dal 692 al 696.
Il suo nome richiama quello del dio del tuono celtico Taranis. Suo padre è solo un nome nelle fonti, che viene però riportato in diverse forme: Entifidich, Enfidaig, Amfredech, Anfudeg e Amfodech. La lista contenuta in un manoscritto della National Library di Scozia sembra affermare che Taran fosse fratello di Nechtan m. Der-Ilei. E ciò sembrerebbe far presupporre che la madre di Taran fosse la principessa pitta Der-Ilei. Tuttavia una lista successiva pone un problema quando colloca il regno di Bridei m. Der-Ilei, fratello di Nechtan, dopo Nechtan. Ma questa lista è anche quella secondo cui Bridei era figlio di Dargart. Alcune liste regali affermano che regnò per 14 anni, mentre il Manoscritto Poppleton e il Lebor Bretnach affermano, insieme alla lista compresa nei Scalacronica, che abbia regnato solo quattro anni. E quindi il numero romano X davanti al numero IV sarebbe un semplice errore. Sembra probabile che gli sia succeduto Bruide, figlio di Dargart e Der-Ilei. Alcune registrazioni presenti negli Annali dell'Ulster riportano l'"uccisione di Ainfthech, di Nia Néill e dei figli di Boendo", dove Ainfthech, secondo storici come Alan Orr Anderson, potrebbe essere il padre di Taran, e poi riportano la deposizione di Taran nel 696.. Sempre gli Annali dell'Ulster affermano che "Tarachin si recò in Irlanda" nel 698